# 황달
황달(黃疸, jaundice, icterus)은 고빌리루빈 혈증(hyperbilirubinemia)에 의해 피부와 (눈의) 공막 위의 결막, 기타 점막들이 노랗게 착색되는 증상을 말한다. 고빌리루빈 혈증은 이어 세포 외의 체액 속의 빌리루빈 수준을 증가시킨다. 전형적으로, 색깔을 쉽게 알아보려면 혈장 내의 빌리루빈 농도는 1.5mg/dL를 초과해야 한다. ( > 35 마이크로몰/L), 이는 평상시의 수치인 약 0.5mg/dL의 3배에 해당된다.
황달에서 빌리루빈 수치가 상승하면서 첫 번째로 색깔이 바뀌는 조직은 눈의 결막이다. 이를 '공막 황달'로 부르기도 하지만, 공막 자체는 빌린(bilin)으로 염색되지 않는다.